# Limbo (computerspel)
Limbo is een puzzel-platformspel ontwikkeld door Playdead voor de pc, Xbox 360, Xbox One, iOS en PlayStation 3. Het is het eerste spel ontwikkeld door het Deense Playdead. Het spel kwam in juli 2010 uit voor de Xbox 360. In juli/augustus 2011 kwam Limbo geporteerd uit voor de PlayStation 3 en pc en in de zomer van 2013 voor de PlayStation Vita en iOS. In december 2014 werd het spel ook uitgeven op de Xbox One en op 15 februari 2015 voor Android.

## Verhaal
De protagonist is een naamloos jongetje dat wakker wordt in een bos genaamd de "edge of hell" (Nederlands: "rand van de hel"). In het spel zoekt hij zijn verloren zus. Uiteindelijk verandert het bos in een stedelijk gebied. Wanneer de laatste puzzel af is, wordt hij weer teruggegooid in het bos. Als hij een stukje doorloopt, zit daar een meisje, geknield op de grond. Rechts van haar staat een boom met iets wat op een boomhut lijkt en een touwladder. Wanneer het jongetje dichterbij komt, lijkt het meisje op te schrikken. Hierna volgt opeens een zwart scherm met de credits, waarna het vorige beeld terugkeert, alleen  zonder het jongetje en het meisje, maar met op twee plekken in het gras zwermen vliegen. Ook is de touwladder naar de naastgelegen boom voor een deel weggerot. Ontwikkelaar Arnt Jensen is altijd opzettelijk vaag gebleven over de werkelijke betekenis van het einde en het verhaal.

## Gameplay
De speler speelt alsmaar met het jongetje, dat rondloopt door een tweedimensionale platformwereld. Het jongetje kan naar links en rechts lopen, springen, op lage muurtjes of obstakels klimmen, klimmen op ladders en touwen, zwaaien op touwen en bepaalde objecten bewegen. De wereld van Limbo is volledig uitgevoerd in grijstinten. Door de donkere omgeving worden objecten zoals grote muizenvallen of dodelijke monsters makkelijk verstopt. De meeste vallen zijn dodelijk wanneer er contact is met de speler. De speler kan wel oneindig weer bij het laatste checkpoint respawnen. Veel vallen zijn pas duidelijk zichtbaar wanneer die worden geactiveerd (met meestal een dodelijke uitkomst), wat maakt dat de speler meestal meerdere keren doodgaat voordat hij of zij het spel uit heeft gespeeld.

## Distributie
Apart aan het spel is de distributie ervan. Het spel is namelijk niet te koop in winkels en alleen verkrijgbaar als download:
Voor de Xbox 360 is het spel te downloaden via Xbox Live Arcade, afgekort XBLA, voor de PlayStation 3 in de PlayStation Store, en voor de pc (Linux, MacOS en Windows) in het softwareplatform Steam. 

En voor de Mac via de App store.

## Platforms
| Jaar | Platform                         |
| ---- | -------------------------------- |
| 2010 | Xbox 360                         |
| 2011 | Mac OS X, PlayStation 3, Windows |
| 2013 | iPad, iPhone, PS Vita            |
| 2014 | Linux, Xbox One                  |
| 2015 | PlayStation 4                    |

## Ontvangst
| Beoordeeld door        | Jaar | Platform      | Score |
| ---------------------- | ---- | ------------- | ----- |
| Gaming Age             | 2010 | Xbox 360      | 100%  |
| Extreme Gamer          | 2010 | Xbox 360      | 96%   |
| AusGamers              | 2010 | Xbox 360      | 90%   |
| IGN                    | 2011 | Windows       | 90%   |
| GameSpot               | 2010 | Xbox 360      | 90%   |
| PC Gameplay (Benelux)  | 2011 | Windows       | 88%   |
| 4Players.de            | 2011 | PlayStation 3 | 85%   |
| Absolute Games (AG.ru) | 2011 | Windows       | 80%   |
| Indius                 | 2012 | Macintosh     | 75%   |
| Mana Pool              | 2011 | Windows       | 66%   |